# 国子监
國子監是中国隋代以后、朝鮮半島高麗王朝、越南的中央官学，為中國古代教育體系之最高學府；同時作為當時國家教育的主管機構，隸屬禮部。國子監具有一定程度的監國功能，可以彈劾官員和國政，儘管這功能自宋朝以後已不甚明顯，而國子監自創建以來最明顯的三個功能則是：協助國家舉行科舉考核；負責對國家最優秀學子的教育工作；規管士子的德行、操守。

## 沿革

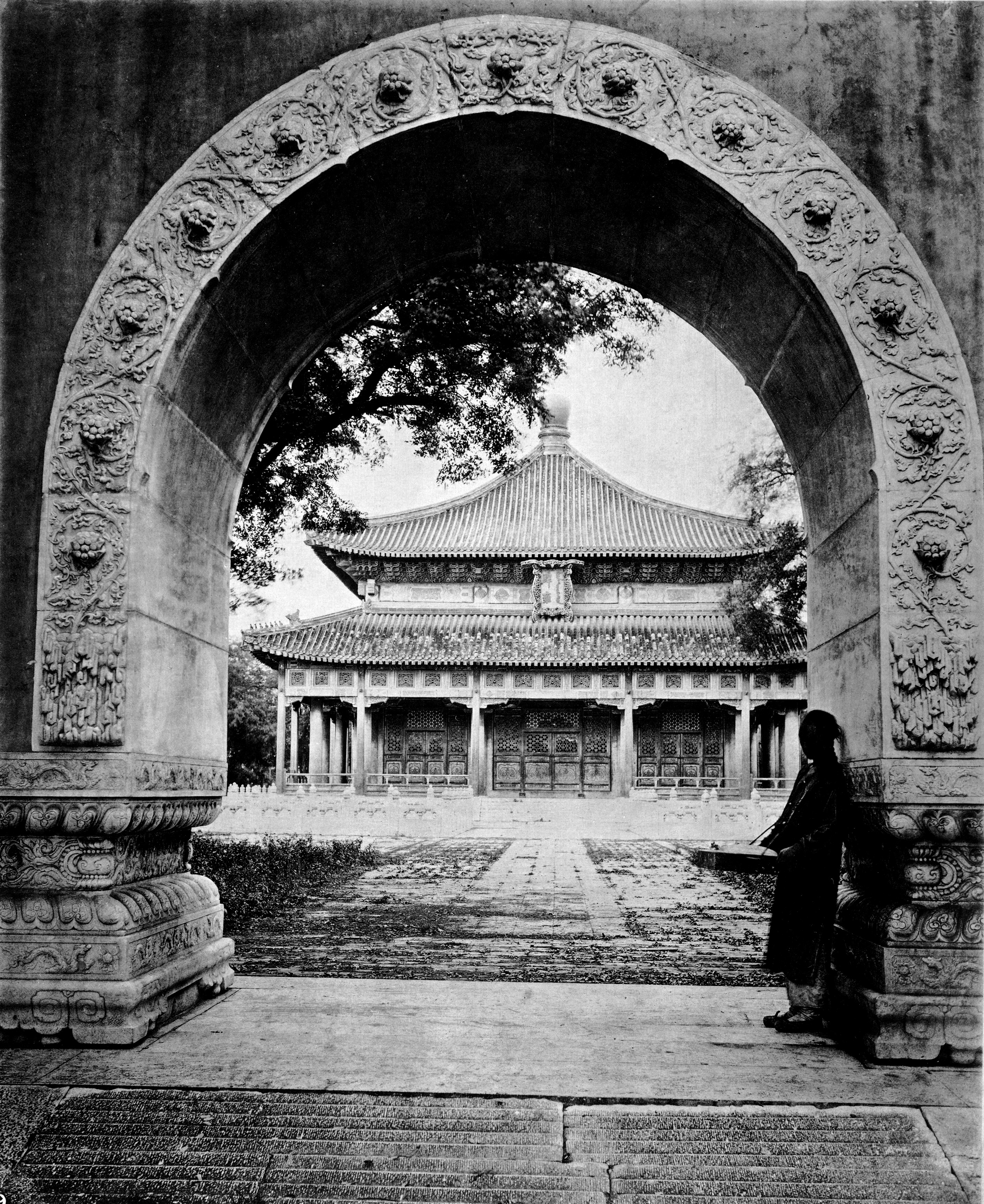

作為古代中國的最高學府，在先秦以前，五帝時稱成均，虞舜時稱上庠，周稱辟雍，漢以後稱太學。隋朝初期，设立国子寺，不久改稱國子監，并同時賦予主管全國教育行政職能。而在以前，太常兼有管理全國教育事務職能。隋、唐等朝國子監內往往又設太學、國子學等。

## 招收留學生
洪武二十三年（1390年）日本遣子弟入监，增建国子监号舍。
洪武二十五年（1392年）秋，琉球中山王遣其子日孜每及陪臣之子等至京，入国子监读书，“琉球于诸夷为最笃，国家待之亦为最优。”
國子監進入清朝時代後，亦招收朝鲜、俄罗斯、琉球、日本等国派遣人员来华，故设有号舍，专供留学生居住。
清代特設琉球學館，作為琉球學生讀書居所。

## 編制

### 宋朝國子監編制
- 祭酒一人，主要負責太學課業安排、考試、升舍及學籍問題，約同校長。
- 大司成，負責太學校務各方面的專職長官，可直接向皇帝彙報。
- 司業一至三人，負責課試、升黝、教導等，約同副校長兼教務主任。
- 丞，身兼國子監和太學的總務處處長，負責錢糧的收支，掌財政。
- 主簿，負責太學文卷檔案保管，兼任祕書。
- 學正、學錄，負責訓導，施行學規、處罰不守規矩學生。
- 博士一般為十人，負責教學授業。

### 明朝國子監編制
- 祭酒一人，從四品，約同校長。
- 司業一人，正六品，約同副校長兼教務主任。
- 繩愆廳，監丞一人，正八品，掌學生風紀糾察，約同訓導主任。
- 博士廳，《五經》博士五人，從八品，約同正教授。
- 率性、修道、誠心、正義、崇志、廣業六堂：助教十五人，從八品，約同副教授；正九品學正十人，從九品學錄七人，約同一般教師。
- 典簿廳，國子監秘書處，典簿一人，從八品，掌公文收發及管理。
- 典籍廳，國子監附設圖書館，典籍一人，從九品，圖書館管理員。
- 掌饌廳，國子監附設食堂，掌饌二人，不入流，食堂主廚。

國子監祭酒及司業皆由翰林中選任。

### 清朝國子監編制
- 國子監管理監事大臣一人，由滿、漢大學士、尚書、侍郎內簡拔任命。
- 祭酒，從四品，滿、漢各一人。
- 司業，正六品，滿、蒙、漢各一人。
- 繩愆廳監丞，正七品，滿、漢各一人。
- 博士廳博士，從七品。
- 率性、修道、誠心、正義、崇志、廣業六堂：助教各一人，從七品；率性、修道、誠心、正義四堂置學正，崇志、廣業二堂置學錄，正八品，各一人。
- 八旗官學助教，俱滿洲二人，蒙古一人。教習，俱滿洲一人，蒙古二人，漢四人。恩、拔、副、優貢生內選充。筆帖式，滿洲四人，蒙古、漢軍各二人。
- 俄羅斯館，滿、漢助教各一人，肄業貢生選充。
- 琉球學，漢教習一人，肄業貢生選充。
- 典簿廳典簿，從八品，滿、漢各一人。
- 典籍廳典籍，從九品，漢一人。

## 各地發展

### 中國

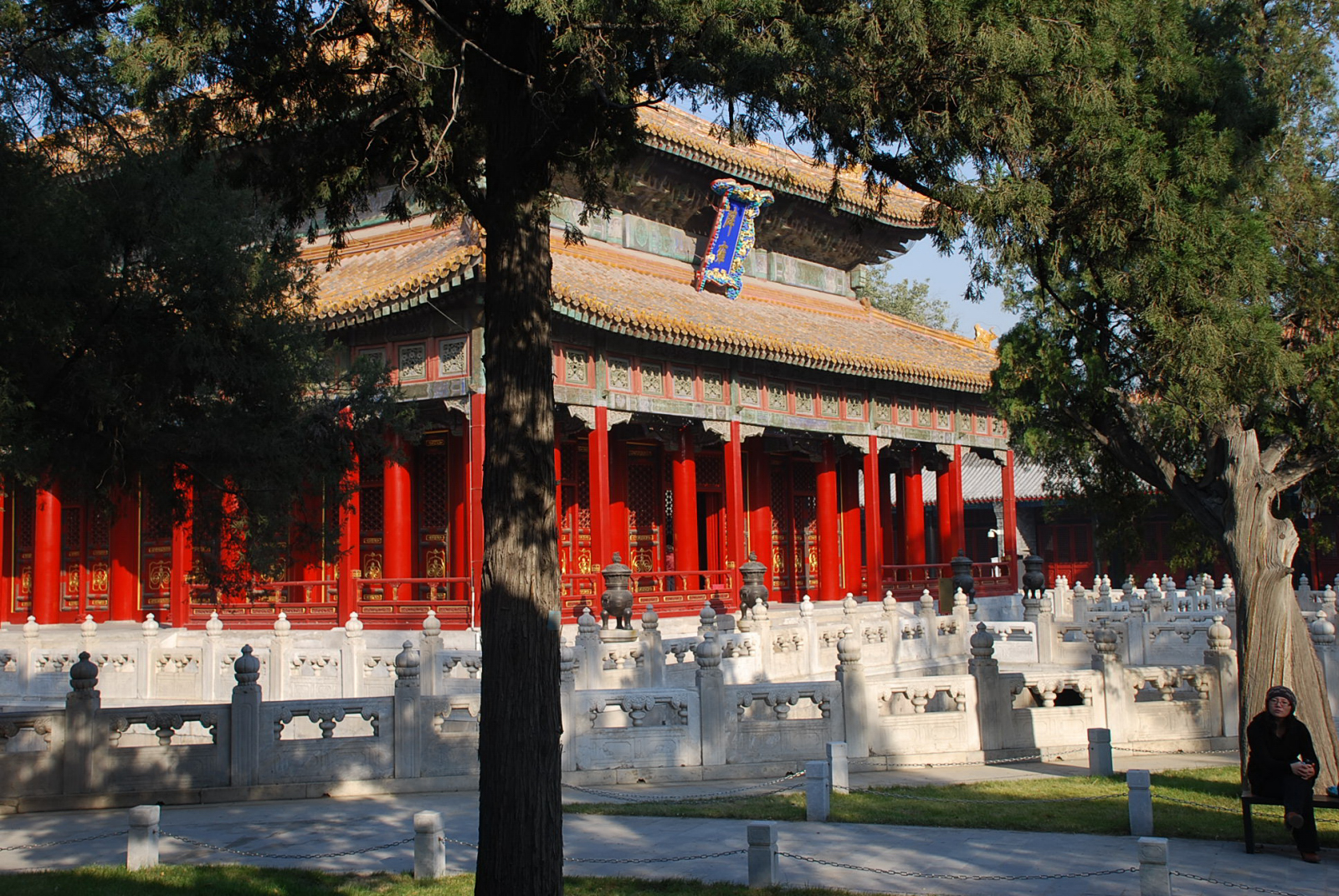
北京国子监辟雍殿

中国隋以后各朝都在京师长安、洛阳、开封、南京等设国子监。
宋代時，只招收七品以上的官員子弟為學生，總人數不超過70人，在建太學前為國家最高學府。宋代國子監為教育及管理教育的機構，中央設立的官學都隸屬於國子監，包括太學、國子學、廣文館、武學等。
明初於京師應天府設國子學，后改為國子監。国子监立有校规，对监生的生活管束极严。1393年，国子监的学生达到八千一百二十四名。永樂遷都後在北京增设北京國子監，在国子监读书的學生统称为贡生或監生，明朝景泰時生员纳粟纳马入监，稱之例贡，监生水平開始良莠不齊。清末光绪三十年（1904年），設立學部（民國以後改為教育部），廢除科舉制度，改办新式学堂，國子監撤銷。祭酒只负责孔庙祭祀等事务。
國子監雖撤銷，但有觀點認為清末建立的京師大學堂（中華民國初年改名北京大學）繼承了國子監學統，这种观点认为，京师大学堂具有全国最高学府和最高教育行政机关的功能，是古来“太学”、“国子监”的直接传承。含有認同為北京國子監之義的詞《正宮錦纏道·寄北雍諸生》曾是北京大学校歌，然而北京大学官方正式校史並無以国子监作为前身的内容，但胡適、馮友蘭、任繼愈、季羨林等學者認為，北京大學傳承了太學或國子監的傳統，故有「上承太學正統，下立大學祖庭」之說。北京大學未正式承認其太學傳承，但前身為京師大學堂師範館的北京師範大學在百年校慶時曾公開表示其傳承自太學的學統。民國成立的國立中央大學（中華人民共和國成立前夕改名国立南京大學）則以南京國子監為前身，南京國子監舊址即爲國立中央大學四牌樓舊址（院系調整後成爲南京工學院即今東南大學校址）。
目前，中國教育史學對太學傳承的普遍觀點大致可以分為：
（一）傳承終止說：認為太學自國子監而止，並無後續傳承。
（二）學統繼承說：認為京師大學堂只是從成員的學統上繼承了太學，而非正式傳承。
（三）京師大學堂繼承說：認為繼承了國子監主要成員和職能的京師大學堂是國子監的繼承者。
（四）大學傳承說：認為近代的“大學堂”和“大學校”均為太學傳承。

#### 建築物
明代南京国子监位于南京鸡笼山以南，大致位于原南朝宫苑遗址。纵穿国子监的一条街道称作成贤街，成贤街东西侧以及南京国子监南口各有牌坊一座，国子监也有一座大牌坊，因此這一帶又稱“四牌樓”（清末三江師範學堂在此建校，民國後先後改爲南京高等師範學校、國立東南大學、國立中央大學、國立南京大學、南京大學，院系调整后成为南京工学院（後改名东南大学）的校园）。清朝顺治八年，改南京国子监为为江宁府学，太平天国时毁于战火。
历经元、明、清三代的北京国子监，位于北京市东城区的国子监街内，是中国最后一个国子监，保存至今，现为全国重点文物保护单位。

### 引用
1. ↑  道光十二年《國子監志》
2. ↑  国晶. .
3. ↑  《南雍志》卷十五
4. ↑  《國立中央大學沿革史》 民國十九年

## 延伸阅读
[在维基数据编辑]
 《欽定古今圖書集成·明倫彙編·官常典·國子監部》，出自陈梦雷《古今圖書集成》